# Кемерово
Ке́мерово (на руски: Кемерово) е град (от 1918 г.) в Русия, административен център на Кемеровска област.
Разположен е на мястото на вливането на река Искитимка в река Том. Населението на града през 2016 година е 553 076 души. До 1932 година се нарича Шчегловск.

## История
Кемерово възниква от обединяването на няколко по-стари селища. През 1701 г. е основано селището Шчеглово на брега на река Том, което по-късно става село. Към 1859 г. на мястото на съвременния град има 7 населени места: Шчеглово (Уст Искитимское), Кемерово, Евсеево, Красний Яр, Кур Искитим (Плешки), Давидово (Ишаново) и Боровая. През 1712 г. тук са намерени залежи на каменни въглища, а от 1907 г. те вече се добиват в мини. Селището започва да се развива основно след 1917 г., когато започва строежът на жп линията Юрга – Колчугино (днес Ленинск – Кузнецки) и нейният клон Топки – Шчеглово. През 1918 г. село Шчеглово получава статут на град и бива преименувано на Шчегловск. На 12 ноември 1928 г. в състава на града влиза село Кемерово и други малки населени места. През 1932 г. Шчегловск е преименуван на Кемерово, а през 1943 г. става административен център на Кемеровска област.

## География
Градът е разположен по брега на река Том (приток на река Об), при вливането в нея на река Искитимка, в северните части на Кузнецкия въглищен басейн. Релефът на града е равнинно-хълмист.

### Климат
Градът е разположен в зона на умереноконтинентален климат, със студена зима и топло лято. Средната годишна температура е 1,3 °C, а средните годишни валежи са около 505 mm.
| Климатични данни за Кемерово          | Климатични данни за Кемерово | Климатични данни за Кемерово | Климатични данни за Кемерово | Климатични данни за Кемерово | Климатични данни за Кемерово | Климатични данни за Кемерово | Климатични данни за Кемерово | Климатични данни за Кемерово | Климатични данни за Кемерово | Климатични данни за Кемерово | Климатични данни за Кемерово | Климатични данни за Кемерово | Климатични данни за Кемерово |
| Месеци                                | яну.                         | фев.                         | март                         | апр.                         | май                          | юни                          | юли                          | авг.                         | сеп.                         | окт.                         | ное.                         | дек.                         | Годишно                      |
| Абсолютни максимални температури (°C) | 6,0                          | 6,8                          | 14,6                         | 28,3                         | 34,4                         | 35,1                         | 38,0                         | 36,3                         | 33,1                         | 24,5                         | 13,1                         | 5,8                          | 38,0                         |
| Средни максимални температури (°C)    | −12,2                        | −9                           | −1,2                         | 7,9                          | 18,7                         | 23,2                         | 25,5                         | 22,9                         | 15,7                         | 7,4                          | −3,5                         | −10                          | 7,1                          |
| Средни температури (°C)               | −17                          | −14,7                        | −7,3                         | 1,9                          | 11,2                         | 16,5                         | 19,0                         | 16,2                         | 9,6                          | 2,4                          | −7,4                         | −14,5                        | 1,3                          |
| Средни минимални температури (°C)     | −21,5                        | −19,6                        | −12,6                        | −3                           | 4,7                          | 10,4                         | 13,2                         | 10,6                         | 4,8                          | −1,4                         | −11                          | −19                          | −3,7                         |
| Абсолютни минимални температури (°C)  | −47,9                        | −47,1                        | −39,9                        | −32,4                        | −12,6                        | −5,7                         | 0,5                          | −1,2                         | −9,4                         | −27,9                        | −39,5                        | −48,4                        | −48,4                        |
| Средни месечни валежи (mm)            | 28                           | 19                           | 19                           | 26                           | 40                           | 68                           | 72                           | 62                           | 41                           | 45                           | 44                           | 41                           | 505                          |
| ------------------------------------- | ---------------------------- | ---------------------------- | ---------------------------- | ---------------------------- | ---------------------------- | ---------------------------- | ---------------------------- | ---------------------------- | ---------------------------- | ---------------------------- | ---------------------------- | ---------------------------- | ---------------------------- |
| Източник: Погода и Климат             |                              |                              |                              |                              |                              |                              |                              |                              |                              |                              |                              |                              |                              |

### Население
Кемерово е населен основно от руснаци (94,6%), но има и малцинства от татари (1,3%), украинци (0,7%), арменци (0,6%) и немци (0,5%).
| 1926    | 1931    | 1939    | 1956    | 1959    | 1962    | 1967    |
| ------- | ------- | ------- | ------- | ------- | ------- | ------- |
| 22 000  | 50 500  | 137 000 | 240 000 | 277 671 | 305 000 | 364 000 |
| 1970    | 1973    | 1975    | 1979    | 1982    | 1986    | 1989    |
| 374 000 | 415 000 | 435 000 | 470 640 | 495 000 | 508 000 | 520 263 |
| 1990    | 1991    | 1993    | 1995    | 1997    | 1999    | 2000    |
| 510 000 | 521 000 | 517 000 | 500 000 | 500 000 | 494 000 | 490 000 |
| 2001    | 2002    | 2004    | 2006    | 2007    | 2008    | 2009    |
| 487 200 | 484 754 | 480 000 | 520 100 | 519 800 | 520 000 | 520 609 |
| 2010    | 2011    | 2012    | 2013    | 2014    | 2015    | 2016    |
| 532 981 | 532 717 | 536 270 | 540 095 | 544 006 | 549 159 | 553 076 |

## Икономика
В града над 100 г. работят въгледобивни предприятия. И докато въгледобивът играе основна роля в икономиката на града, също силно развити са химическата промишленост, металургията и машиностроенето. Силно застъпена е търговията, в частност – банкирането. „Кузбасенерго“ е голяма енергийна компания, базирана в Кемерово, под чието ръководство функционират множество ТЕЦ в Сибир. През 2013 г. на Кемерово е присъдено на 8-о място в класацията на Форбс „30-те най-добри градове за бизнес“ в Русия.
Градът разполага с международно летище. Има железопътна връзка с Транссибирската магистрала. Градската транспортна мрежа включва автобусни, тролейбусни и трамвайни линии.

## Инциденти
На 25 март 2018 г. 64 души загиват при пожар в търговския център „Зимна вишна“. 28 март е обявен за ден на национален траур за жертвите на пожара.

## Побратимени градове
- Шалготарян, Унгария
- Билингс, Монтана, САЩ